# Katrin Salchert
Katrin Salchert (* 1967) ist eine deutsche Chemikerin.

## Leben
Katrin Salchert studierte Chemie an der Universität Leipzig. 1996 promovierte sie im Fach Biochemie. 2006 wurde sie auf das Lehrgebiet Naturstoffchemie an die Hochschule Lausitz (FH) (heute Brandenburgische Technische Universität Cottbus-Senftenberg) berufen. Ab 2015 war Salchert dort Vizepräsidentin für Wissens- und Technologietransfer und Struktur. 2019 wurde sie zur Rektorin der Hochschule für Technik und Wirtschaft Dresden gewählt und berufen und trat das Amt im März 2020 an.
Salchert lebt in Dresden.